# استان سینای شمالی
استان سینای شمالی (به عربی: محافظة شمال سيناء) از استان‌های کشور مصر است.
مرکز این استان شهر عریش است.

## شهرها
| استان       | شهرستان   | جمعیت (۲۰۰۱) | مساحت (کیلومتر²) | تراکم جمعیت (نفر/کیلومتر²) |
| ----------- | --------- | ------------ | ---------------- | -------------------------- |
| سینای شمالی | بئر العبد | ۲۳۵۰۰        | ۱۶۱۰۵            | ۱۵۴                        |
| سینای شمالی | نخل       | ۲۱۳۹۰۰       | ۱۹۱۳۰            | ۱۹۰                        |
| سینای شمالی | حسنه      | ۲۱۱۷۰۰       | ۱۵۱۵۲            | ۲۴۷                        |
| سینای شمالی | عریش      | ۲۰۵۸۰۰       | ۱۵۳۵۹            | ۱۶۸                        |
| سینای شمالی | شیخ زوید  | ۲۶۶۰۰        | ۱۰۸۰۷            | ۴۵۱                        |
| سینای شمالی | رفح       | ۴۷۹۰۰        | ۱۱۳۹۱            | ۳۸۷                        |
| جمع استان   |           | ۳۰۶٬۷۹۰      | ۲۷۵۶۴            | ۱۱                         |